# Jon Skolmen
Jon Skolmen, född 1 november 1940 i Mjøndalen i Buskerud, död 28 mars 2019 i Oslo, var en norsk skådespelare, programledare och författare.

## Biografi
Skolmen anställdes 1963 av NRK, där han ansvarade för produktionen av barnprogram. Han började så småningom med underhållningsprogram för vuxna. 1973 vann han i Montreux specialpris för World-to-World Show. 1977 erövrade han och Trond Kirkvaag Guldrosen, Presspriset och Chaplinpriset med The Nor-way to broadcasting, ett humorprogram om norsk TV-historia. Han spelade även revy med Dizzie Tunes, i både Norge och Sverige.
I Sverige hade Skolmen redan medverkat i ett antal barnprogram (inklusive julkalendern Julius Julskötare 1978) när han blev mer allmänt känd genom rollen som Ole Bramserud i Lasse Åbergs filmserie Sällskapsresan. Han medverkade i TV-succéer som Nöjesmaskinen 1982 och Nöjesmassakern 1985. Skolmen var även med i Göta kanal 3 – Kanalkungens hemlighet 2009.
Skolmen var pappa till skådespelaren Christian Skolmen och programledaren Tine Skolmen. Skolmen var morfar till programledaren Emilie Skolmen Kaafjeld. Skolmen var morbror till skådespelaren Hege Schøyen, som var hans motspelare i filmen Den ofrivillige golfaren.
Skolmen avled i Oslo den 28 mars 2019, efter en tids sjukdom.

## Filmografi i urval
- 1980 – Sällskapsresan
- 1985 – Sällskapsresan II – Snowroller
- 1986 – Plastpåsen[3]
- 1988 – SOS – en segelsällskapsresa
- 1991 – Den ofrivillige golfaren
- 1999 – Hälsoresan – En smal film av stor vikt
- 2009 – Göta kanal 3 – Kanalkungens hemlighet
- 2011 – The Stig-Helmer Story
- 2011 – Umeå4ever

### TV
- 1973 – Pappas pojkar (TV-serie) (avsnitt 1)
- 1975 – Persiennen (med bland annat Burkdags)[4]
- 1976 – Jon med skrivmaskinen
- 1978 – Julius Julskötare (Julkalendern i Sveriges Television)
- 1982 – Nöjesmaskinen (TV-serie)
- 1985 – Nöjesmassakern (TV-serie)

### Manus
- 1976 – The Nor-way to Broadcasting